# Casa museo Ignazio Silone
La Casa museo Ignazio Silone è una casa museo dedicata allo scrittore Ignazio Silone situata a Pescina (AQ) in Abruzzo. 

## Storia

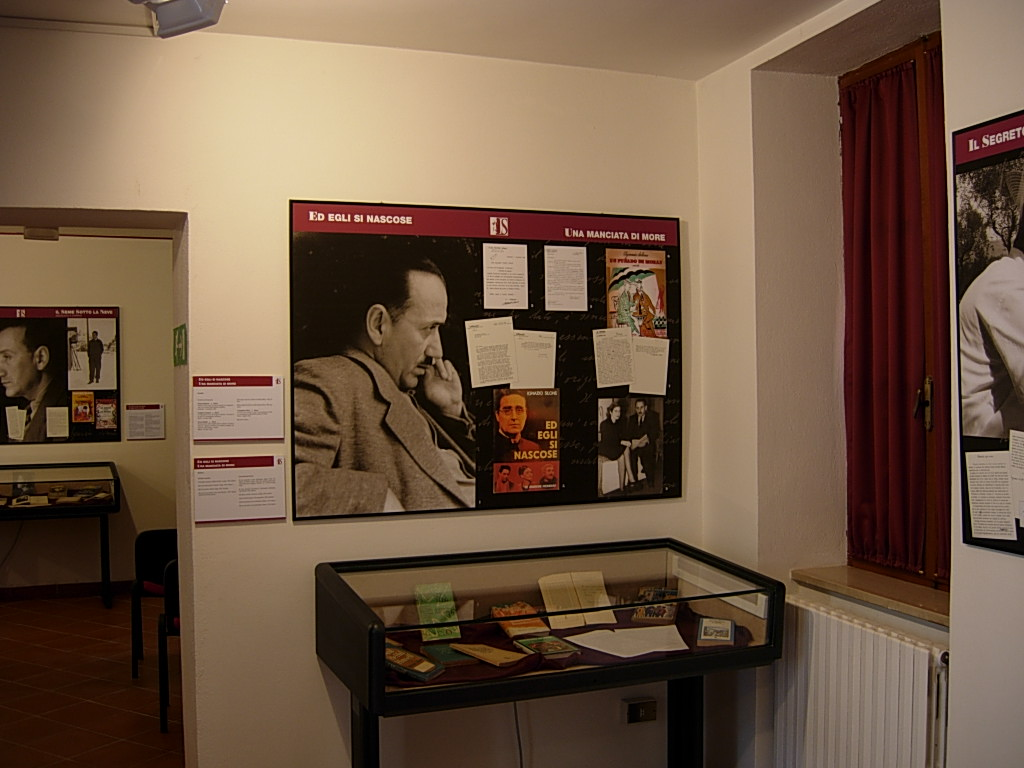
Centro Studi Ignazio Silone

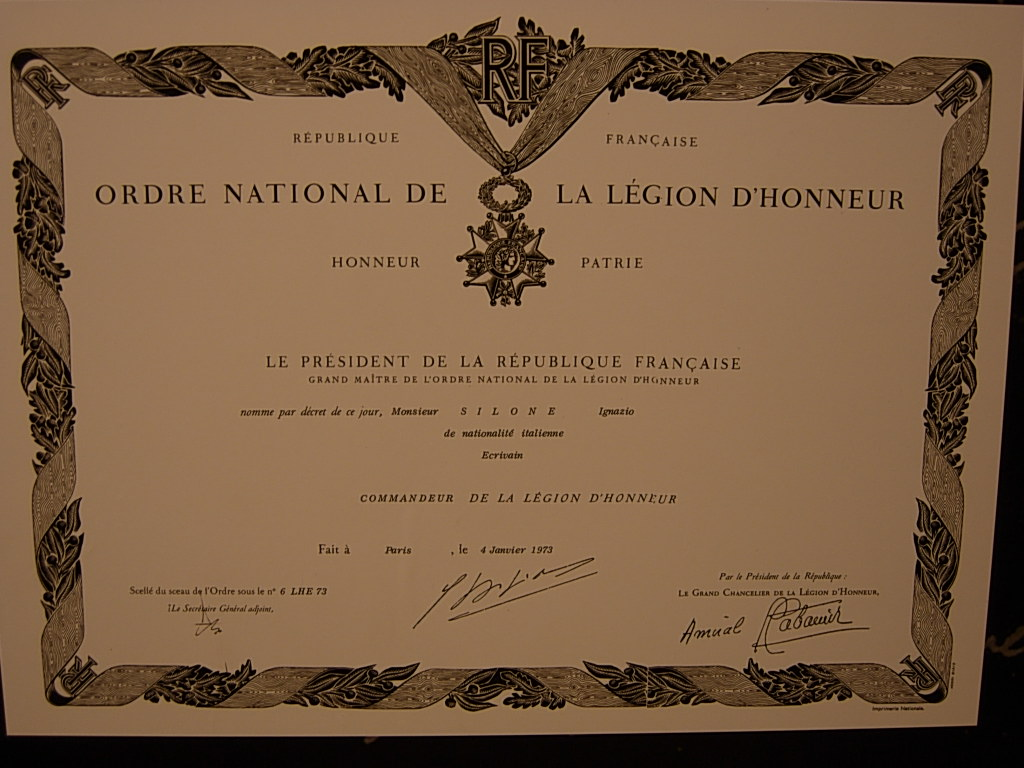
La Legion d'onore conferita a Silone

Il teatro San Francesco di Pescina inizialmente ha ospitato il "museo Ignazio Silone". L'edificio originariamente era la sede del convento di San Francesco d'Assisi edificato nel 1225, successivamente alla prima visita che il santo effettuò, presumibilmente tra il 1215 e il 1216, nella Marsica.
Gestito per secoli dall'ordine dei frati minori conventuali, la funzione religiosa terminò nella seconda metà del XIX secolo. Fu gravemente danneggiato dal terremoto della Marsica del 1915 e successivamente ristrutturato in modo parziale.
Dal 1930 e durante tutto il periodo fascista venne utilizzato come carcere territoriale della valle del Giovenco.
Abbandonato in seguito alla seconda guerra mondiale, fu ristrutturato e adibito a teatro comunale. La struttura fu restaurata a cominciare dal 1980 su progetto dell'architetto Carlo Scoccia e dotata di una capienza di oltre 200 posti a sedere. Nel cortile del palazzo si trova la scultura realizzata nel 1980 da Pietro Cascella, Monumento a tutti i giorni, omaggio al secondo romanzo di Silone, Vino e pane.
Nel frattempo, dopo la morte dello scrittore avvenuta nel 1978 venne realizzato il centro studi a lui intitolato. Il primo convegno internazionale si tenne nel 1988.
Il primo maggio 2000 Darina Laracy, vedova dello scrittore, donò diversi documenti, i cimeli, le foto, i premi, i riconoscimenti, i mobili e altro materiale personale al centro studi siloniano. Grazie all'impegno di Aurora Botticchio, già presidente del centro studi, il Ministero per i beni e le attività culturali e per il turismo, in collaborazione con il comune di Pescina e la Sezione di Archivio di Stato di Avezzano, promosse la realizzazione del museo che venne inaugurato il primo maggio 2006.
In seguito alla ristrutturazione della casa natale di Ignazio Silone, avvenuta nel 2020 grazie alla Regione Abruzzo e alla Fondazione Terzo Pilastro Internazionale, il 26 settembre 2021 lo spazio museale è stato riallestito nella casa museo situata nel centro storico di Pescina.

## Collezione
La mostra documentaria, incentrata sulle opere e sulla vita di Ignazio Silone, segue un percorso temporale. Ospita oltre a diversi documenti e oggetti personali, gli appunti, i cimeli, i mobili, i quadri dei pittori amici come Georges Rouault e Max Hunziker, le foto di intellettuali e conoscenti cari come Benedetto Croce, Gaetano Salvemini, Martin Buber e il fratello Romolo Tranquilli, i premi e i riconoscimenti come le lauree honoris causa delle università di Warwick, Yale e Tolosa, la Legion d'onore francese e il titolo di Cavaliere della Repubblica Italiana. Alcuni elementi provengono da diversi enti come l'Archivio Centrale dello Stato, l'Istituto nazionale per la storia del Movimento di liberazione, la Fondazione Nevol Querci di Roma, l'Archivio Romolo Tranquilli (fu Pomponio) di Pescina. Nella struttura museale sono ospitati anche l'archivio e la biblioteca. Nel teatro San Francesco si trova il Centro Studi Ignazio Silone.